# هيديو ديت
هيديو ديت (بالإنجليزية: Hideo Date)‏ هو رسام أمريكي، ولد في 5 يناير 1907، وتوفي في 6 يناير 2005.